# Береснёвка (Брагинский район)
Береснёвка (бел. Бераснёўка) — деревня в Маложинском сельсовете Брагинского района Гомельской области Беларуси.

## География

### Расположение
В 25 км на восток от Брагина, 51 км от железнодорожной станции Хойники (на ветке Василевичи — Хойники от линии Калинковичи — Гомель), 142 км от Гомеля.

### Водная система
На северо-востоке сеть мелиоративных каналов.

## Транспортная система
Транспортные связи по просёлочной, затем автодороге Брагин-Лоев.
Планировка состоит из криволинейной, меридиональной улицы с переулком. Застройка неплотная, деревянная, усадебного типа.

## История
Согласно письменным источникам известна с начала XIX века как деревня в Деражитской волости Речицкого уезда Минской губернии. В 1897 году располагался трактир.
С 8 декабря 1926 года по 30 января 1927 года центр Береснёвского сельсовета. В 1930 году в пользования крестьян было 558 га земли. В 1931 году создан колхоз «Красный партизан», работала кузница. Согласно переписи 1959 года в составе колхоза «Первомайск» (центр — деревня Маложин).

## Население

### Численность
- 2004 год — 66 хозяйств, 127 жителей.

### Динамика
- 1850 год — 25 дворов, 136 жителей.
- 1897 год — 7 дворов, 404 жителя (согласно переписи).
- 1908 год — 86 дворов, 602 жителя.
- 1930 год — 617 жителей.
- 1959 год — 499 жителей (согласно переписи).
- 2004 год — 66 дворов, 127 жителей.